# Georgij Usjakov
Georgij Aleksejevitj Usjakov (ryska: Георгий Алексеевич Ушаков), född 17 januari 1901, död 3 december 1963, var en sovjetisk polarforskare. 1930 till 1932 utforskade och kartlade han den då nyupptäckta ögruppen Severnaja Zemlja tillsammans med tre kollegor. 
Usjakov har givit namn åt Usjakovön i Karahavet, en udde och bosättning på Wrangels ö, ett vattendrag och en glaciär på Severnaja Zemlja samt ett berg i Antarktis.

## Biografi

### Tidiga år
Usjakov föddes den 17 januari 1901 i byn Lazarevskoje i östra Sibirien. Han bodde dock ensam i Chabarovsk från elva års ålder. År 1921 kom Usjakov in på universitetet i Vladivostok, men avlade inte examen till följd av hans tjänstgörande i militären och deltagande i ryska inbördeskriget.

### Karriär

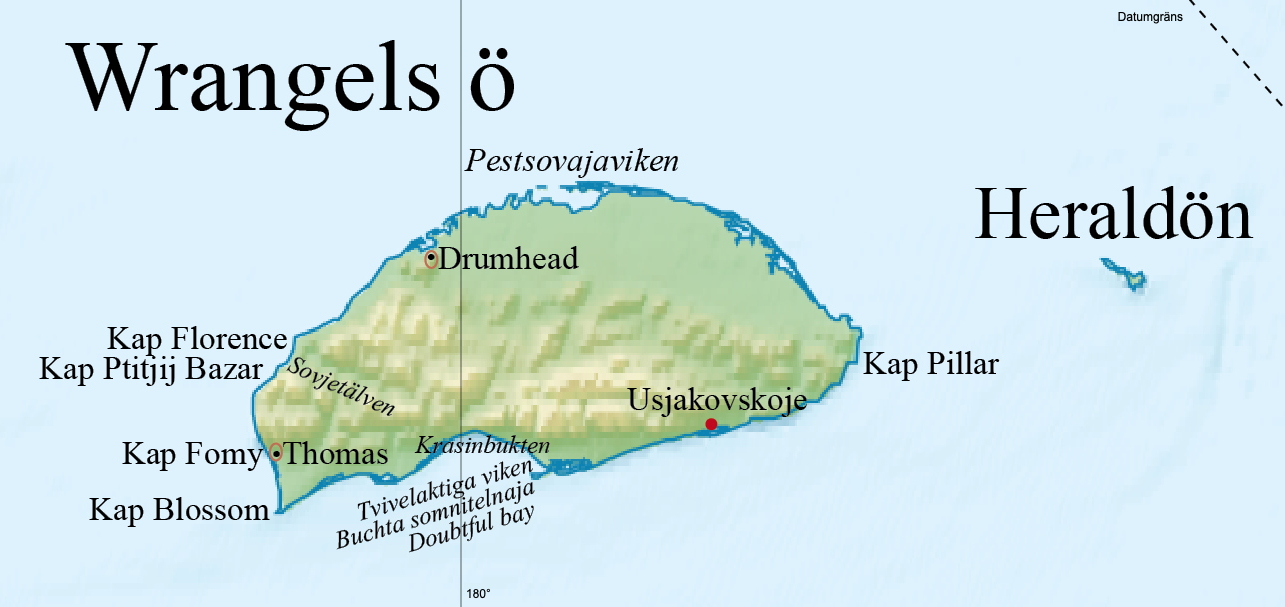
Karta över Wrangels ö med bosättningen "Usjakovskoje" utmärkt.

Efter ett antal kanadensiska försök att göra anspråk på Wrangels ö tog Sovjetunionen själva initiativ. 1926 hävdades Wrangels ö vara sovjetiskt och för att befästa detta grundades samhället Usjakovskoje den 14 augusti. Tidigare i sin expedition hade Usjakov stannat nära Providenija på Tjuktjerhalvön och tagit med sig flertalet inuitiska familjer för att bosätta stället.

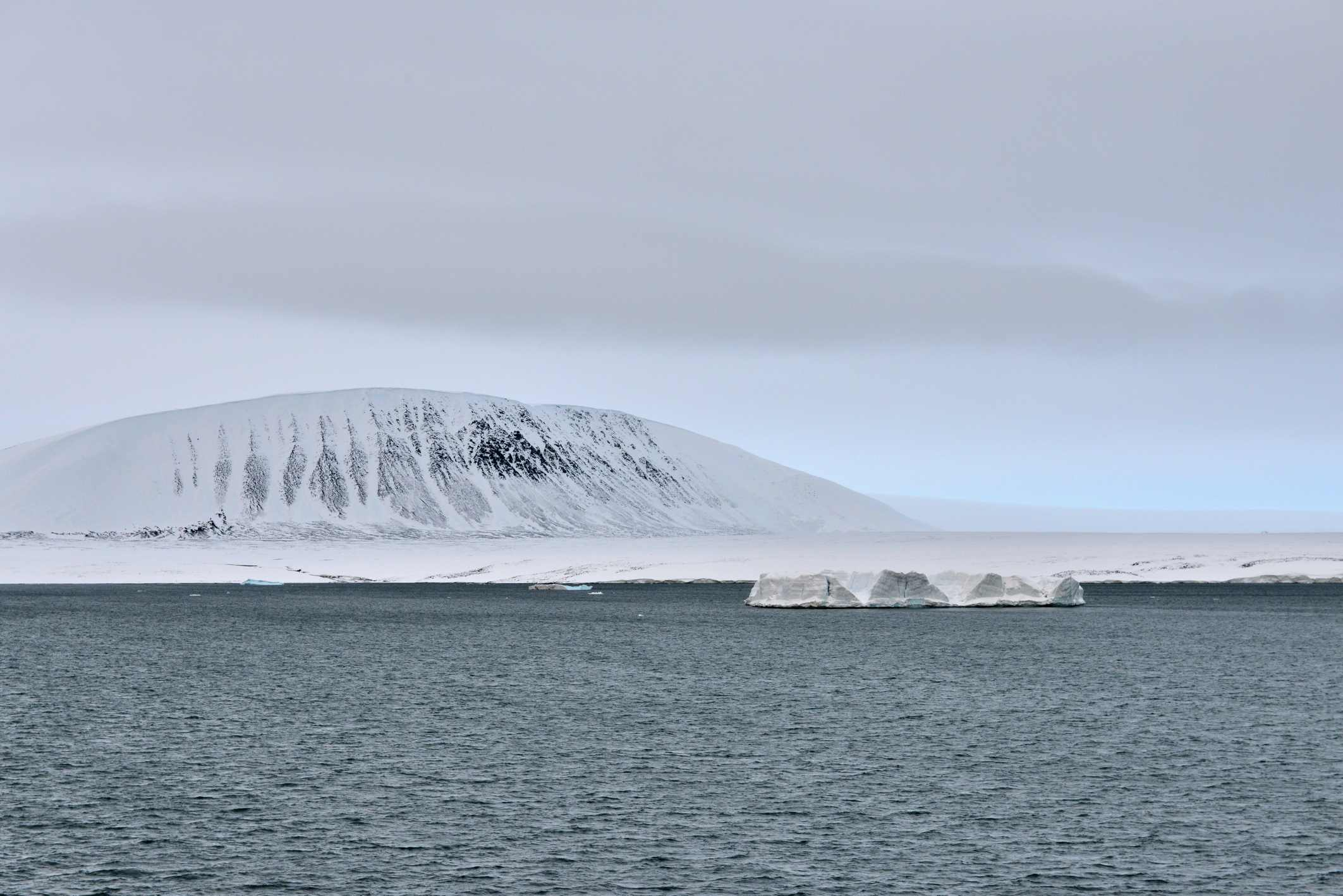
Severnaja Zemljas landskap.

Åren 1930 till 1932 ledde han en kartläggningsexpedition till Severnaja Zemlja. Tillsammans med geologen Nikolaj Urvantsev, jägaren Sergej Zjuravlev och radiooperatören Vasilij Chodov etablerade Usjakov en forskningsstation på Domasjnijön, utanför västkusten på Oktoberrevolutionens ö. Därifrån gjorde de flera forskningsresor längs kustlinjerna och till de större öarnas inre. Geografiska särdrag i territoriet fick sitt namn efter olika kommunistiska organisationer, evenemang och personligheter. Med hänvisning till Severnaja Zemljas ödslighet skrev Usjakov:
| ” | Jag har sett den gudsförgätna Tjuktjerhalvön, den snöstormsdrabbade Wrangels ö, två gånger besökt diminsvepta Novaja Zemlja, jag har betraktat Frans Josefs land med sin emaljhimmel och ståtliga klippor klädda i blå, härdade glaciärströmmar, men ingenstans har jag bevittnat sådan grymhet eller sådan deprimerande, livlös lättnad som på vår lilla ö. | „ |

År 1935 ledde Usjakov en sovjetisk expedition avsedd att utforska de nordliga latituderna i Karahavet. Efter ett år hade de upptäckt ett antal tidigare outforskade områden, bland annat den lilla Usjakovön som döptes till expeditionsledarens ära.

### Senare liv
Mellan åren 1932 till 1936 var Usjakov anställd vid Glavsevmorput (Chefsdirektoratet för nordostpassagen). 1936 till 1940 arbetade han på Chefsdirektoratet för Sovjetunionens hydrometeorologiska centralanstalt och från och med 1940 på Sovjetiska vetenskapsakademin.
Georgij Aleksejevitj Usjakov dog den 3 december 1963 i Moskva, men begravdes av egen önskan på Domasjnijön i Severnaja Zemlja.

## Utmärkelser
- Leninorden
- Arbetets Röda Fanas orden
- Röda stjärnans orden